# Punk metal
El punk metal, también conocido como metalpunk, es un término general utilizado para describir la música que fusiona elementos del heavy metal con punk rock. A menudo la fusión implica géneros como el metal extremo o el hardcore punk.
Algunos géneros y subgéneros de fusión son:
- Crossover Thrash
- Crust Punk
- D-beat
- Deathcore
- Deathgrind
- Grindcore
- Grunge
- Metalcore melódico
- Mathcore
- Metalcore
- NWOBHM